# 3231 Мила
3231 Мила (енгл. 3231 Mila) је астероид главног астероидног појаса са средњом удаљеношћу од Сунца која износи 2,445 астрономских јединица (АЈ).
Апсолутна магнитуда астероида је 13,1.